# 青铜神树
青铜神树是1986年8月从中華人民共和國四川省廣漢縣（現广汉市）三星堆遗址二号器物坑出土的6件树形的文物，造型为树状，上有神鸟，被市民昵稱為“搖錢樹”。原树高395公分，3簇树枝，每簇3枝，上有27个果实和9只鸟，可能是“九日居下枝”的意思，树干上嵌铸了一条造型怪异的龙，龙头朝下，身体呈辫绳状，前爪匍匐在树座上，后爪象人手，身上还挂着刀状的羽翅。中国龙的造型从古到今千变万化，但像这样怪异的龙还是独此一见。
在中国的古代神话宝库中有很多关于神树的传说，其中比较有代表性的是东方的扶桑、中央的建木和西方的若木，通过比较研究，学者们认为三星堆的神树综合了扶桑、建木、若木的特点和功能，是这三棵神树的复合体。三星堆的神树既是古人太阳崇拜的产物，又是古人心目中的“登天之梯”，同时也是代表古人宇宙观念的宇宙树。

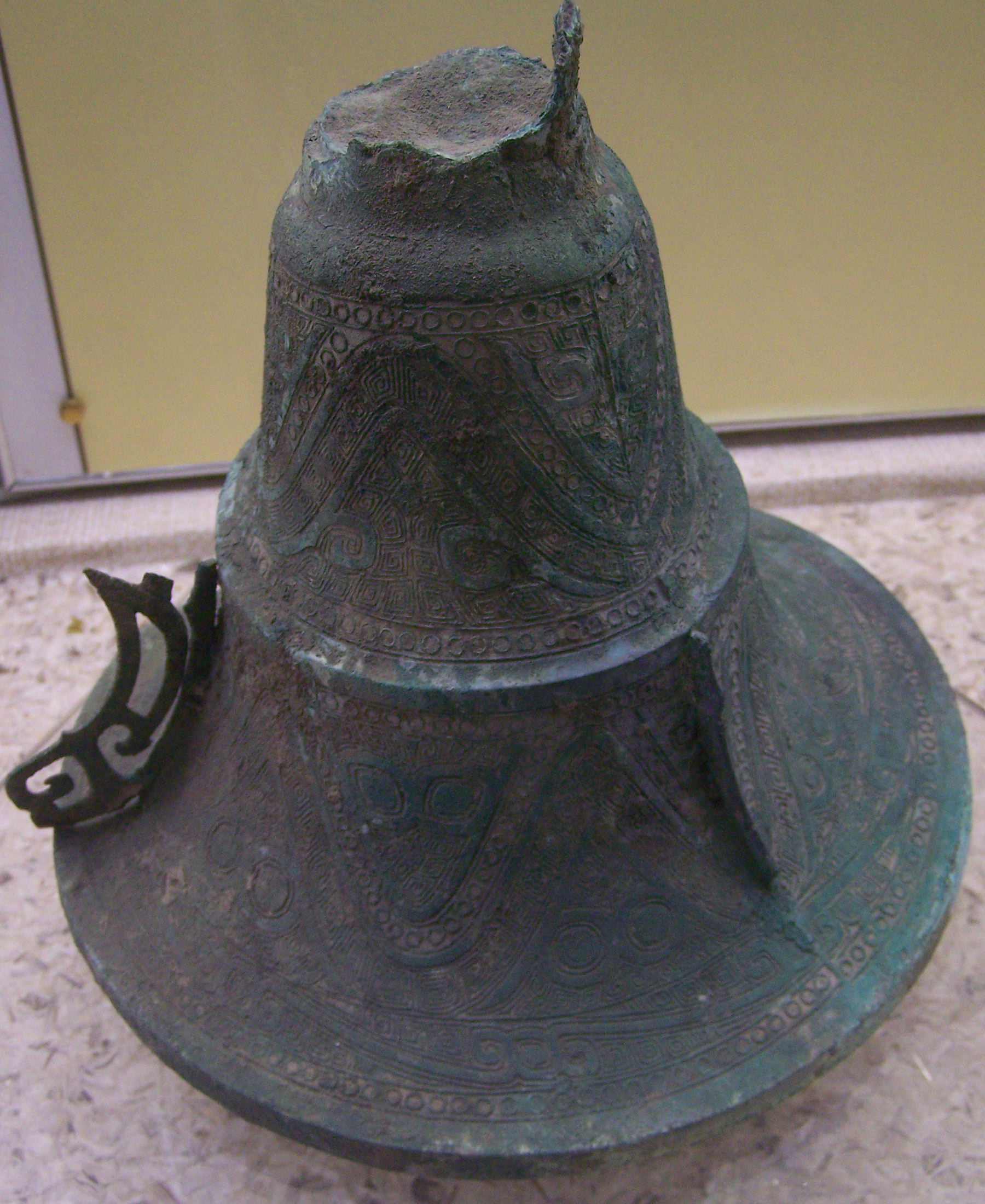
铜神樹残件
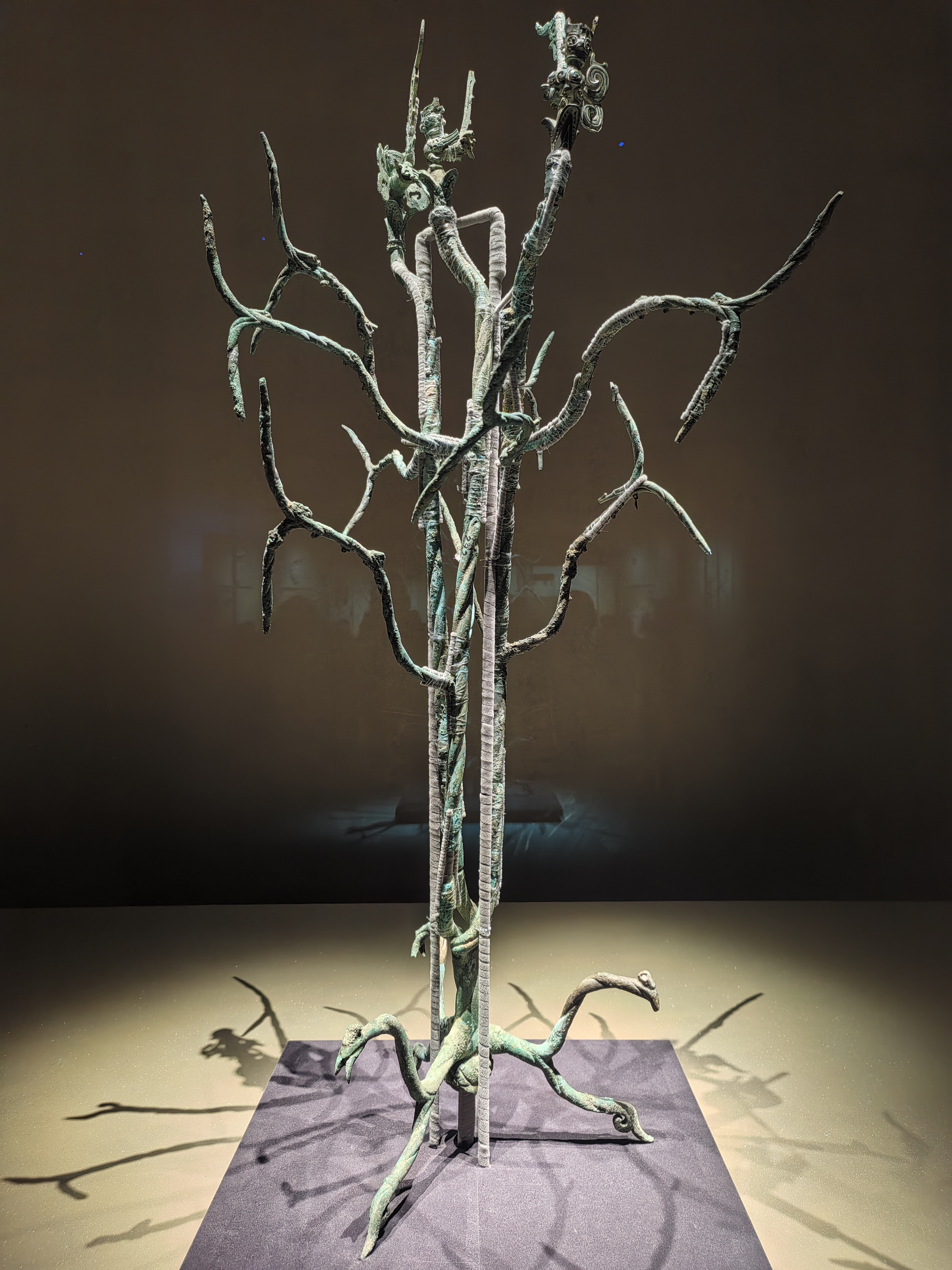
三號青銅神樹